# Brunzidor
El brunzidor és un instrument musical, fregat pel vent, que era sovint emprat a les poblacions costaneres catalanes.
Consisteix en una vareta planera o llengüeta de canya o fusta, més o menys rectangular, lligada al cap d'un cordill i es feia giravoltar amb rapidesa, cosa que produïa un brunzit intens i agut.
La gent de muntanya en feia d'escorça vegetal, com més prima millor, i a ciutat hom en feia de cartró.
És l'estri més arcaic del vast utillatge sonor emprat pels humans i el que té l'origen més antic. Els pobles primitius se'n servien per a comunicar-se amb els esperits o divinitats. Era una creença molt estesa entre els pobles agrícoles que la rapidesa del moviment per a la producció del seu so afavoria el creixement i l'abundància dels conreus per un efecte màgic.
A Catalunya, la mainada, sobretot els nois, corria per la vora de l'aigua fent rodar el brunzidor. La persistència de l'ús per Carnestoltes, per part de la xicalla costanera, pot evocar antigues cerimònies en què era emprat aquest fòtil a fi de contactar amb les divinitats que habitaven al fons del mar.
També es feia servir el 24 de desembre per a anunciar als reis el naixement de Jesucrist.
En la classificació de Hornbostel-Sachs es troba en el grup 412.22, dels aeròfons giratoris.